# Fujiwara no Junshi
Fujiwara no Junshi, född 957, död 1017, var en japansk kejsarinna (982-984), gift med kejsar En'yū. 
Hon var dotter till Fujiwara no Yoritada (regent 977-86), som efterträtt sin kusin Fujiwara no Kanemichi som kejsarens regent sedan denne förbigått sin bror Fujiwara no Kaneie. Både Yoritada och Kaneie gjorde därför sina döttrar till kejsarens gemåler i hopp om att de skulle bli kejsarinnor och föda tronarvingar: sedan Kanemichis dotter kejsarinnan Fujiwara no Koshi, var det Yoritadas dotter Fujiwara no Junshi som 982 fick titeln kejsarinna, men det var Kaneies dotter Fujiwara no Senshi som 980 födde tronarvingen kejsar Ichijo, medan Fujiwara no Junshi blev barnlös. 